# Get Rich or Die Tryin’ (album)
Get Rich or Die Tryin’ – debiutancki album studyjny amerykańskiego rapera 50 Centa. Został wydany 6 lutego 2003 r.
Album zadebiutował jako numer jeden na Billboard 200, ze sprzedażą 872.000 egzemplarzy w pierwszym tygodniu. Album spędził łącznie 12 tygodni na #1 na liście Billboard 200, 11 tygodni na Top R&B / Hip-Hop Albums, a 8 tygodni na UK Albums Chart. Był na 4. miejscu najlepiej sprzedających się albumów w dekadzie, ze sprzedażą 8,172,000 egzemplarzy. W sumie cztery utwory z albumu były notowane na Billboard Hot 100.

## Lista utworów
Lista według Discogs (utwory podstawowe i bonusowe):
| Get Rich or Die Tryin’ | Get Rich or Die Tryin’                       | Get Rich or Die Tryin’                                         | Get Rich or Die Tryin’                  | Get Rich or Die Tryin’ |
| Nr                     | Tytuł utworu                                 | Tekst                                                          | Producent                               | Długość                |
| ---------------------- | -------------------------------------------- | -------------------------------------------------------------- | --------------------------------------- | ---------------------- |
| 1.                     | „Intro”                                      |                                                                |                                         | 0:06                   |
| 2.                     | „What Up Gangsta”                            | Curtis Jackson · Rob Tewlow                                    | Reef Tewlow                             | 2:59                   |
| 3.                     | „Patiently Waiting” (gość. Eminem)           | Jackson · Marshal Mathers · Mike Elizondo · Luis Resto         | Eminem                                  | 4:48                   |
| 4.                     | „Many Men (Wish Death)”                      | Jackson · Darrell Branch · Resto                               | Darrell "Digga" Branch · Eminem · Resto | 4:16                   |
| 5.                     | „In da Club”                                 | Jackson · Andre Young · Elizondo                               | Dr. Dre · Elizondo                      | 3:13                   |
| 6.                     | „High All the Time”                          | Jackson · Mathers · Michael Clervoix · Conrad Almonacy · Resto | DJ Rad · Eminem · Sha Money XL          | 4:29                   |
| 7.                     | „Heat”                                       | Jackson · Young · Tommy Coster · Elizondo                      | Dr. Dre                                 | 4:41                   |
| 8.                     | „If I Can't”                                 | Jackson · Young · Elizondo                                     | Dr. Dre · Elizondo                      | 3:16                   |
| 9.                     | „Blood Hound” (gość. Young Buck)             | Jackson · David Brown · Sean Henderson                         | Sean Blaze                              | 4:00                   |
| 10.                    | „Back Down”                                  | Jackson · Young · Ron Feemster · Elizondo                      | Dr. Dre                                 | 4:03                   |
| 11.                    | „P.I.M.P.”                                   | Jackson · Denaun Porter                                        | Mr. Porter                              | 4:09                   |
| 12.                    | „Like My Style” (gość. Tony Yayo)            | Jackson · Marvin Bernard · Dana Stinson                        | Rockwilder                              | 3:13                   |
| 13.                    | „Poor Lil Rich”                              | Jackson · Clervoix                                             | Sha Money XL · Eminem                   | 3:19                   |
| 14.                    | „21 Questions” (gość. Nate Dogg)             | Jackson · Kevin Risto                                          | Dirty Swift                             | 3:44                   |
| 15.                    | „Don't Push Me” (gość. Lloyd Banks i Eminem) | Jackson · Mathers · Christopher Lloyd · Resto                  | Eminem                                  | 4:08                   |
| 16.                    | „Gotta Make It to Heaven”                    | Jackson · Dorsey Wesley                                        | Megahertz                               | 4:00                   |
|                        |                                              |                                                                |                                         | 58:24                  |

| Utwory bonusowe | Utwory bonusowe      | Utwory bonusowe                   | Utwory bonusowe                        | Utwory bonusowe |
| Nr              | Tytuł utworu         | Tekst                             | Producent                              | Długość         |
| --------------- | -------------------- | --------------------------------- | -------------------------------------- | --------------- |
| 1.              | „Wanksta”            | Jackson · John Freeman · Clervoix | Sha Money XL · John "J-Praize" Freeman | 3:39            |
| 2.              | „U Not Like Me”      | Jackson · Andy Thelusma           | Red Spyda                              | 4:15            |
| 3.              | „Life's on the Line” | Jackson · Terence Dudley          | Terence Dudley                         | 3:38            |
|                 |                      |                                   |                                        | 11:32           |

| Reedycja | Reedycja                                                        | Reedycja                                          | Reedycja   | Reedycja |
| Nr       | Tytuł utworu                                                    | Tekst                                             | Producent  | Długość  |
| -------- | --------------------------------------------------------------- | ------------------------------------------------- | ---------- | -------- |
| 1.       | „ P.I.M.P (Remix)” (gość. Snoop Dogg, Lloyd Banks i Young Buck) | Jackson · Porter · Calvin Broadus · Lloyd · Brown | Mr. Porter | 4:49     |
|          |                                                                 |                                                   |            | 4:49     |

| Wersja Japońska | Wersja Japońska                      | Wersja Japońska            | Wersja Japońska    | Wersja Japońska |
| Nr              | Tytuł utworu                         | Tekst                      | Producent          | Długość         |
| --------------- | ------------------------------------ | -------------------------- | ------------------ | --------------- |
| 1.              | „In da Club (instrumental)”          | Jackson · Young · Elizondo | Dr. Dre · Elizondo | 3:47            |
| 2.              | „Soldier (Freestyle)” (gość. G-Unit) | Jackson · Mathers · Resto  | Eminem             | 3:44            |
|                 |                                      |                            |                    | 7:31            |

| Płyta CD (wydanie w Wielkiej Brytanii) | Płyta CD (wydanie w Wielkiej Brytanii) | Płyta CD (wydanie w Wielkiej Brytanii) | Płyta CD (wydanie w Wielkiej Brytanii) |
| Nr                                     | Tytuł utworu                           | Tekst                                  | Długość                                |
| -------------------------------------- | -------------------------------------- | -------------------------------------- | -------------------------------------- |
| 1.                                     | „In da Club (acapella)”                | Jackson · Young · Elizondo             | 3:47                                   |
|                                        |                                        |                                        | 3:47                                   |

## Historia pozycji

### Pozycje na listach
| Lista (2003)                          | Kraj              | Pozycja |
| ------------------------------------- | ----------------- | ------- |
| ARIA Charts                           | Australia         | 4       |
| Ö3 Austria Top 40                     | Austria           | 16      |
| Ultratop 50                           | Belgia            | 3       |
| Belgian Wallonia Albums Chart         | Belgia            | 14      |
| Canadian Albums Chart                 | Kanada            | 1       |
| Dutch Albums Chart                    | Holandia          | 5       |
| Tracklisten                           | Dania             | 6       |
| Suomen virallinen lista               | Finlandia         | 11      |
| French Albums Chart                   | Francja           | 12      |
| Hungarian Albums Chart                | Węgry             | 17      |
| Italian Albums Chart                  | Włochy            | 13      |
| New Zealand Albums Chart              | Nowa Zelandia     | 3       |
| Norwegian Albums Chart                | Norwegia          | 5       |
| Swedish Albums Chart                  | Szwecja           | 8       |
| Swiss Albums Chart                    | Szwajcaria        | 8       |
| UK Albums Chart                       | Wielka Brytania   | 2       |
| U.S. Billboard 200                    | Stany Zjednoczone | 1       |
| U.S. Billboard Top R&B/Hip-Hop Albums | Stany Zjednoczone | 1       |

### Certyfikacje
| Kraj   | Certyfikacja | Sprzedaż |
| ------ | ------------ | -------- |
| Niemcy | Złoto        | 100,000  |